# ロイクソップ

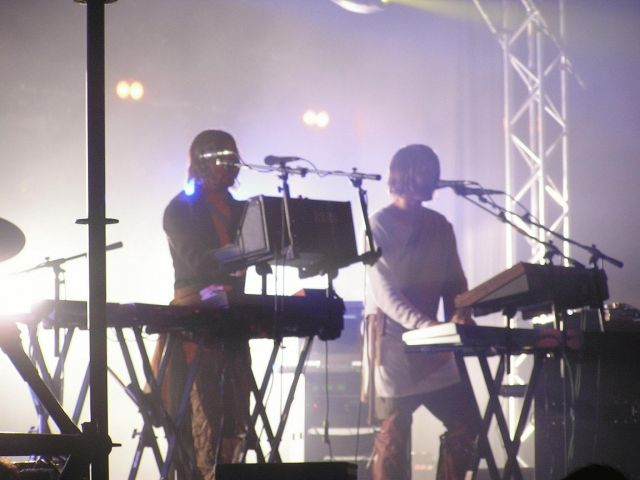
フジロックフェスティバルで演奏するロイクソップ（2005年）

ロイクソップ（Röyksopp、ノルウェー語発音: [ˈrøyksɔp]）は、ノルウェーのエレクトロ・デュオ。1998年結成。同国トロムス県トロムソ出身で、現在は主にノルウェーにおける第2の都市であるベルゲンを拠点に活動している。
アンビエントとシンセポップを自在に行き来するメランコリックでカラフルなエレクトロニック・ミュージックを発信し、いまや北欧を代表するダンス・アクトとして世界的な人気を誇る。
バンド名「ロイクソップ」とは、ノルウェー語で、同地に自生する「煙キノコ」を意味する。動物に踏みつけられることで胞子を飛散させ繁殖する煙キノコに不思議なインスピレーションを受けたのだという。

## 概要
北欧という極寒の出身地を反映するように、そのサウンドにも静謐な雰囲気が漂う。デビュー時には「氷点下のダンス・ミュージック」「マイナス15℃のエレクトロ」などといったキャッチコピーとともに紹介されていた。
デビュー作はキングス・オブ・コンビニエンスのアーランド・オイエをボーカルに迎えた「Poor Leno」。その「Poor Leno」や「Eple」といったクラブヒット・シングルを生み出し全世界で100万枚セールスを記録。
本人達はデペッシュ・モードからの強い影響を公言している。その他、ニュー・オーダーやペット・ショップ・ボーイズなども含めた往年のシンセポップへの憧憬をその楽曲にも投影しており、作品リリース毎にボーカル入りの歌モノ要素が強まっている。
ライブでは、曲によって電子ドラムを直接叩いてビートを打ち込む他、サポート・ベーシストを迎えての半バンド形態を取ることもあり、音源以上にそのフロア向けでアップビートなサウンドにより、広くテクノからロック・リスナーにもファンは多い。
2003年のフジロックフェスティバルで初来日。2005年のフジロックでも来日し、レッドマーキーを満員に埋め尽くした。2009年3月に約4年ぶりとなるオリジナル・アルバムを発売。
2009年のフジロックでは最終日ホワイトステージのヘッドライナーを務めた。

## メンバー
- トルビョルン・ブラントン (Torbjorn Brundtland)
- スヴェイン・ベルゲ (Svein Berge)

## ディスコグラフィ

### スタジオ・アルバム
- 『メロディーA.M.』 - Melody A.M. (2001年、Wall of Sound)
- 『ジ・アンダースタンディング』 - The Understanding (2005年、Wall of Sound)
- 『ジュニア』 - Junior (2009年、Wall of Sound)
- 『シニア』 - Senior (2010年、Wall of Sound)
- 『ジ・インエヴィタブル・エンド』 - The Inevitable End (2014年、Dog Triumph)
- 『プロファウンド・ミステリーズ』 - Profound Mysteries (2022年、Dog Triumph)
- 『プロファウンド・ミステリーズ  II』 - Profound Mysteries II (2022年8月19日発売予定、Dog Triumph)

### ミックス・アルバム
- 『バック・トゥ・マイン』 - Back to Mine: Röyksopp (2007年、DMC)
- Late Night Tales: Röyksopp (2013年、Late Night Tales)

### EP
- 『ライヴEP -ROYKSOPP'S NIGHT OUT-』 - Röyksopp's Night Out (2006年、Wall of Sound) ※ライブEP
- Do It Again (2014年、Dog Triumph) ※with ロビン

## 来日公演
- 2003年 7月26日 フジロックフェスティバル
- 2005年 7月31日 フジロックフェスティバル
- 2006年 2月1日 SHIBUYA-AX、2月2日 名古屋CLUB QUATTRO、2月4日 心斎橋CLUB QUATTRO
- 2009年 7月26日 フジロックフェスティバル